# Pieter van Gunst
Pieter Stevensz. van Gunst (Amsterdam, ca. 1659 - overleden na 22 mei 1731), ook bekend als Petrus Stephani, was een Nederlandse tekenaar, graveur en prentuitgever werkzaam in Amsterdam, Londen (1704) en Nederhorst (1730-1731). Prenten van gravures van Van Gunst bevinden zich in de collectie van onder meer het Rijksmuseum Amsterdam, Museum Boijmans Van Beuningen, het British Museum en de National Portrait Gallery in Londen.
Hij produceerde een reeks gravures, voornamelijk portretten, waaronder kopieën van werk van Anthony van Dyck. Ook maakte hij een reeks illustraties voor de geschiedkundige verhandelingen van Isaac de Larrey en gravures naar tekeningen van Gerard de Lairesse voor Govert Bidloo's Anatomia Humani Corporis, oftewel Ontleding des menschelyken lichaams.
In 1713-1715 produceerde hij tien gravures naar schilderijen van Van Dyck uit de verzameling van de Britse hertog Philip Wharton, in opdracht van een syndicaat van Britse kunsthandelaren die Jacob Houbraken in 1713 naar Groot-Brittannië haalden om de tekeningen te produceren en Van Gunst in Amsterdam de gravures lieten maken. De tien gravures werden op 13 december 1715 te koop aangeboden in de London Gazette.
Over zijn leven is weinig bekend. Hij trouwde in 1687 in Amsterdam met Leonora Baarselmans uit Den Haag. In 1712 trad hij toe tot het Amsterdamse boekverkopersgilde als kunstverkoper. Op 10 november 1732 werd hij begraven in de Westerkerk.
Zijn zoon, de gelijknamige Pieter van Gunst (junior), was ook werkzaam als graveur en wordt daarom vaak met zijn vader verward. De zoon was tevens dichter. Hij gaf in 1736 een reeks psalmen op rijm uit waaraan hij 18 jaar gewerkt had, de CL psalmen des profeeten Davids.

## Afbeeldingen

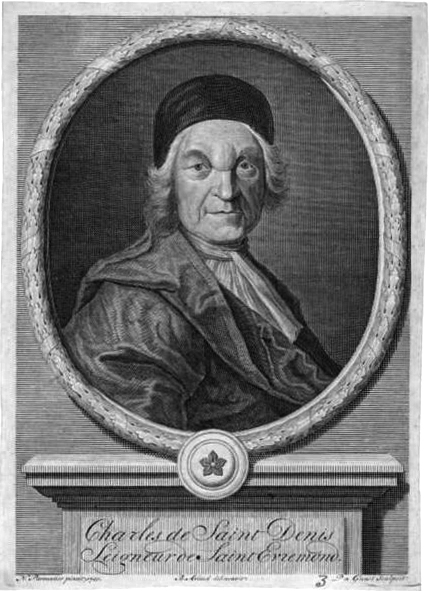
Portret van Charles de Saint-Évremond (1613-1703)
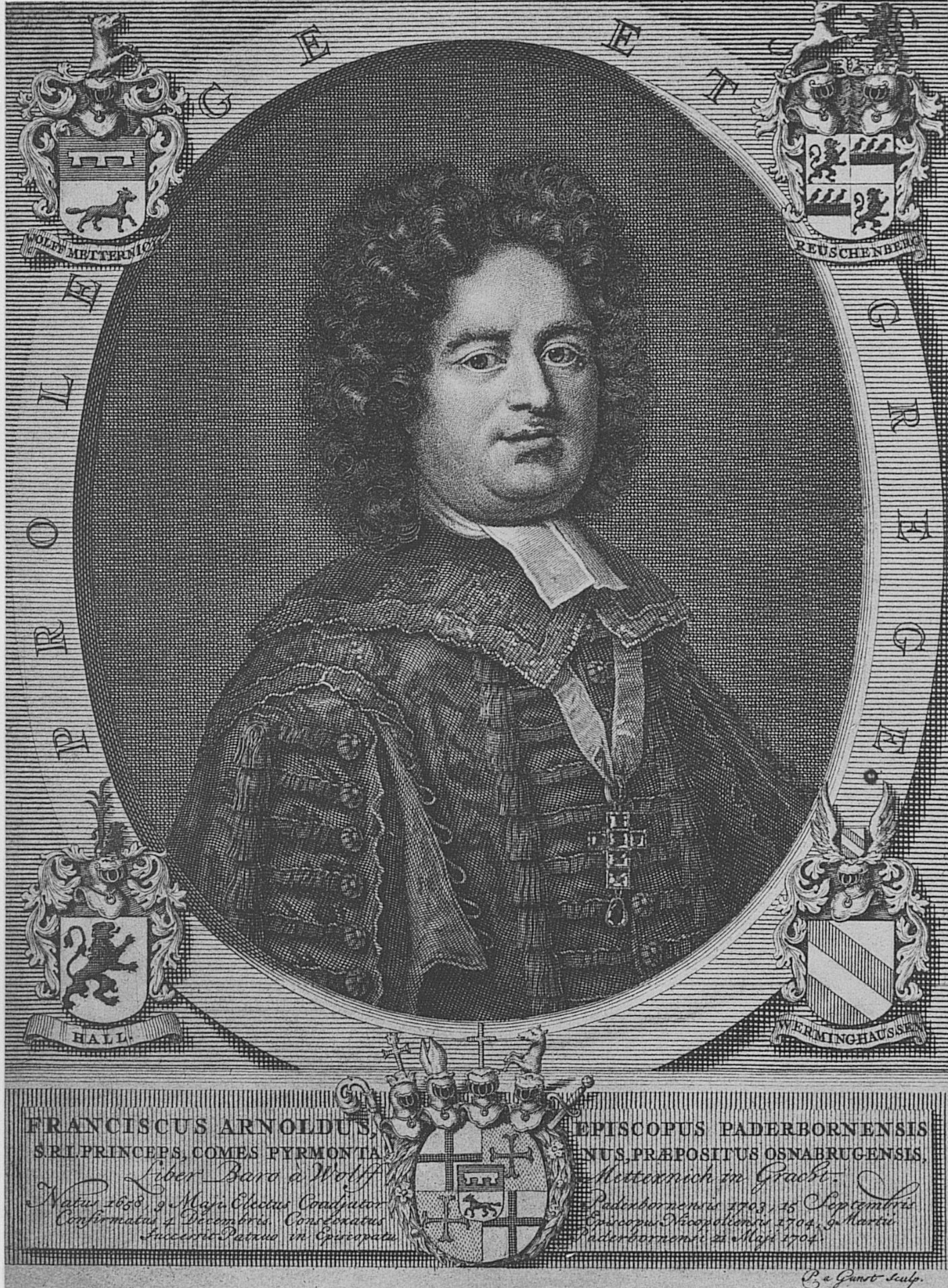
Portret van Franz Arnold Wolff-Metternich zur Gracht (1658-1718)
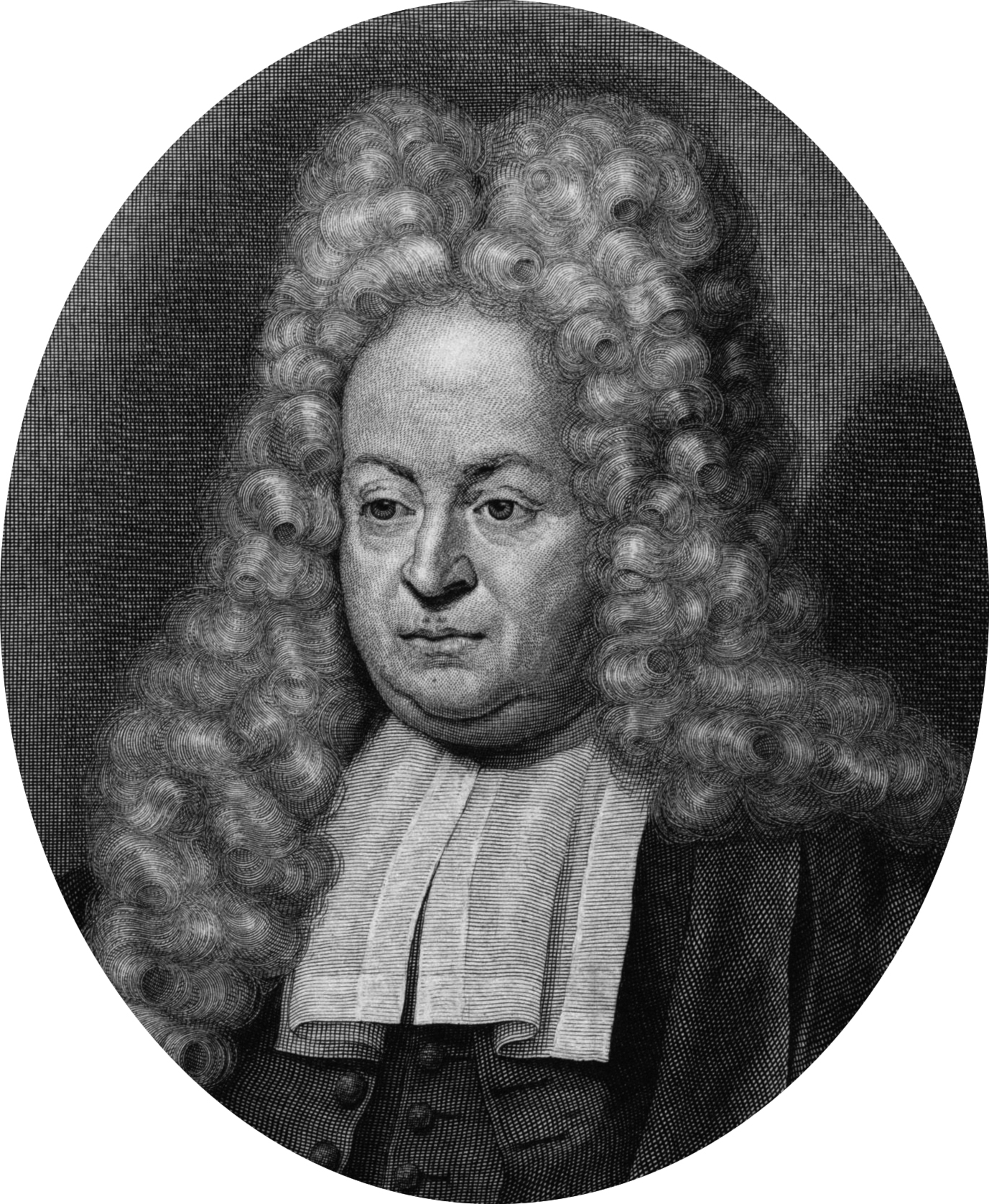
Portret van Jan Trip van Berckenrode (1664-1732)

- Auckland Art Gallery Toi o Tāmaki: 8
- Biblioteca Nacional de España: XX1517336
- Bibliothèque nationale de France: cb148029300 (data)
- Biografisch Portaal: 49305471
- Digitale Bibliotheek voor de Nederlandse Letteren: guns002
- Stuttgart Database of Scientific Illustrators 1450–1950: 1155
- Gemeinsame Normdatei: 123502160
- International Standard Name Identifier: 0000 0000 8339 3460
- KulturNav: 65be659f-4c22-4185-a374-73181aab1f86
- Library of Congress Control Number: no00094735
- Nationale Bibliotheek van Tsjechië: ola2014826202
- Nationale bibliotheek van Australië: 35076956
- Nederlandse Thesaurus van Auteursnamen: 097678031
- Réseau des bibliothèques de Suisse occidentale: 02-A018921505
- RKD-Nederlands Instituut voor Kunstgeschiedenis: 34677
- LIBRIS: 277889
- Système universitaire de documentation: 059526874
- Trove: 819685
- Union List of Artist Names: 500044905
- Virtual International Authority File: 12576883
- WorldCat: E39PBJc3Mccgfrc674CdbhKKh3